# Rafa Silva (portugalski piłkarz)
Rafa Silva, właśc. Rafael Alexandre Fernandes Ferreira Silva (ur. 17 maja 1993 w Forte da Casa) – portugalski piłkarz występujący na pozycji pomocnika. W latach 2014–2022 reprezentant Portugalii.

## Kariera klubowa
Silva najpierw grał w drużynach młodzieżowych Atlético Povoense i FC Alverca. W wieku 18 lat podpisał kontrakt z CD Feirense, gdzie spędził rok w juniorach, a następnie został włączony do kadry pierwszego zespołu.
29 lipca 2012 roku zadebiutował w pierwszym zespole, w meczu z FC Penafiel w Pucharze Ligi. Swój pierwszy sezon w seniorskiej piłce zakończył 41 występami w lidze, w której jego klub zajął 13. miejsce.
W czerwcu 2013 roku podpisał pięcioletnią umowę z SC Braga. 26 sierpnia 2013 roku zadebiutował w Primeira Liga, w meczu z CF Os Belenenses.
Latem 2016 przeszedł do Benfiki.

## Kariera reprezentacyjna
23 kwietnia 2013 roku zadebiutował w reprezentacji Portugalii U-20 w meczu z Uzbekistanem. Mimo to, nie znalazł się w kadrze na Mistrzostwa Świata U-20 rozgrywane w tym roku.
28 lutego 2014 roku pierwszy raz został powołany do pierwszej reprezentacji kraju, na mecz towarzyski z Kamerunem. Silva zagrał pierwsze 45 minut tego meczu.